# Gran Premio motociclistico di Spagna 2004
Il Gran Premio motociclistico di Spagna 2004 corso il 2 maggio, è stato il secondo Gran Premio della stagione 2004 del motomondiale e ha visto vincere: la Honda di Sete Gibernau in MotoGP, Roberto Rolfo nella classe 250 e Marco Simoncelli nella classe 125.
Per il pilota italiano Simoncelli si tratta della prima vittoria nel motomondiale.

## MotoGP

### Arrivati al traguardo
| Pos. | Nº | Pilota           | Squadra                   | Motocicletta       | Giri | Tempo     | Griglia | Punti |
| ---- | -- | ---------------- | ------------------------- | ------------------ | ---- | --------- | ------- | ----- |
| 1º   | 15 | Sete Gibernau    | Telefonica Movistar Honda | Honda RC211V       | 27   | 52:01.293 | 2       | 25    |
| 2º   | 3  | Max Biaggi       | Camel Honda               | Honda RC211V       | 27   | +5.452    | 4       | 20    |
| 3º   | 4  | Alex Barros      | Repsol Honda              | Honda RC211V       | 27   | +52.570   | 9       | 16    |
| 4º   | 46 | Valentino Rossi  | Gauloises Fortuna Yamaha  | Yamaha YZR-M1      | 27   | +58.556   | 1       | 13    |
| 5º   | 69 | Nicky Hayden     | Repsol Honda              | Honda RC211V       | 27   | +59.283   | 7       | 11    |
| 6º   | 7  | Carlos Checa     | Gauloises Fortuna Yamaha  | Yamaha YZR-M1      | 27   | +1:07.184 | 3       | 10    |
| 7º   | 45 | Colin Edwards    | Telefonica Movistar Honda | Honda RC211V       | 27   | +1:19.539 | 8       | 9     |
| 8º   | 10 | Kenny Roberts Jr | Suzuki MotoGP             | Suzuki GSV-R       | 27   | +1:45.057 | 10      | 8     |
| 9º   | 56 | Shin'ya Nakano   | Kawasaki Racing           | Kawasaki ZX-RR     | 26   | +1 giro   | 6       | 7     |
| 10º  | 84 | Michel Fabrizio  | WCM                       | Harris WCM         | 26   | +1 giro   | 23      | 6     |
| 11º  | 17 | Norick Abe       | Fortuna Gauloises Tech 3  | Yamaha YZR-M1      | 26   | +1 giro   | 20      | 5     |
| 12º  | 65 | Loris Capirossi  | Ducati Marlboro           | Ducati Desmosedici | 26   | +1 giro   | 15      | 4     |
| 13º  | 66 | Alex Hofmann     | Kawasaki Racing           | Kawasaki ZX-RR     | 26   | +1 giro   | 14      | 3     |
| 14º  | 9  | Nobuatsu Aoki    | Proton Team KR            | Proton KR5         | 26   | +1 giro   | 21      | 2     |
| 15º  | 21 | John Hopkins     | Suzuki MotoGP             | Suzuki GSV-R       | 26   | +1 giro   | 13      | 1     |

### Ritirati
| Nº | Pilota            | Squadra                  | Motocicletta       | Giri | Griglia |
| -- | ----------------- | ------------------------ | ------------------ | ---- | ------- |
| 33 | Marco Melandri    | Fortuna Gauloises Tech 3 | Yamaha YZR-M1      | 18   | 11      |
| 50 | Neil Hodgson      | D’Antin MotoGP           | Ducati Desmosedici | 17   | 18      |
| 80 | Kurtis Roberts    | Proton Team KR           | Proton KR5         | 13   | 22      |
| 6  | Makoto Tamada     | Camel Honda              | Honda RC211V       | 11   | 5       |
| 99 | Jeremy McWilliams | MS Aprilia Racing        | Aprilia RS Cube    | 10   | 19      |
| 11 | Rubén Xaus        | D’Antin MotoGP           | Ducati Desmosedici | 1    | 12      |
| 12 | Troy Bayliss      | Ducati Marlboro          | Ducati Desmosedici | 1    | 17      |
| 67 | Shane Byrne       | MS Aprilia Racing        | Aprilia RS Cube    | 0    | 16      |

### Non qualificato
| Nº | Pilota      | Squadra | Motocicletta |
| -- | ----------- | ------- | ------------ |
| 35 | Chris Burns | WCM     | Harris WCM   |

## Classe 250

### Arrivati al traguardo
| Pos. | Nº | Pilota          | Squadra                     | Motocicletta | Giri | Tempo     | Griglia | Punti |
| ---- | -- | --------------- | --------------------------- | ------------ | ---- | --------- | ------- | ----- |
| 1º   | 2  | Roberto Rolfo   | Fortuna Honda               | Honda        | 26   | 52:20.145 | 5       | 25    |
| 2º   | 7  | Randy de Puniet | Safilo Carrera - LCR        | Aprilia      | 26   | +8.740    | 4       | 20    |
| 3º   | 10 | Fonsi Nieto     | Repsol - Aspar              | Aprilia      | 26   | +32.623   | 7       | 16    |
| 4º   | 14 | Anthony West    | Freesoul Abruzzo Racing     | Aprilia      | 26   | +32.844   | 13      | 13    |
| 5º   | 6  | Alex Debón      | Wurth Honda BQR             | Honda        | 26   | +58.884   | 15      | 11    |
| 6º   | 51 | Alex De Angelis | Aprilia Racing              | Aprilia      | 26   | +1:03.950 | 8       | 10    |
| 7º   | 19 | Sebastián Porto | Repsol - Aspar              | Aprilia      | 26   | +1:05.322 | 1       | 9     |
| 8º   | 12 | Arnaud Vincent  | Equipe GP de France - Scrab | Aprilia      | 26   | +1:08.923 | 21      | 8     |
| 9º   | 77 | Grégory Lefort  | Equipe GP de France - Scrab | Aprilia      | 26   | +1:47.081 | 28      | 7     |
| 10º  | 8  | Naoki Matsudo   | UGT Kurz                    | Yamaha       | 26   | +1:49.191 | 19      | 6     |
| 11º  | 25 | Alex Baldolini  | Matteoni Racing             | Aprilia      | 26   | +1:55.028 | 24      | 5     |
| 12º  | 24 | Toni Elías      | Fortuna Honda               | Honda        | 26   | +2:01.756 | 6       | 4     |
| 13º  | 9  | Hugo Marchand   | Freesoul Abruzzo Racing     | Aprilia      | 25   | +1 giro   | 20      | 3     |
| 14º  | 16 | Johan Stigefelt | Aprilia Germany             | Aprilia      | 25   | +1 giro   | 27      | 2     |
| 15º  | 44 | Tarō Sekiguchi  | NC World Trade              | Yamaha       | 25   | +1 giro   | 30      | 1     |
| 16º  | 28 | Dirk Heidolf    | Grefusa - Aspar             | Aprilia      | 25   | +1 giro   | 22      |       |
| 17º  | 33 | Héctor Faubel   | Grefusa - Aspar             | Aprilia      | 25   | +1 giro   | 11      |       |
| 18º  | 63 | Jarno Ronzoni   | UGT Kurz                    | Yamaha       | 25   | +1 giro   | 32      |       |
| 19º  | 43 | Radomil Rous    | Campetella Racing           | Aprilia      | 25   | +1 giro   | 29      |       |
| 20º  | 11 | Joan Olivé      | Campetella Racing           | Aprilia      | 25   | +1 giro   | 14      |       |
| 21º  | 42 | Grégory Leblanc | Leblanc Racing              | Aprilia      | 24   | +2 giri   | 31      |       |

### Ritirati
| Nº | Pilota           | Squadra                     | Motocicletta | Giri | Griglia |
| -- | ---------------- | --------------------------- | ------------ | ---- | ------- |
| 41 | Álvaro Molina    | Mas Racing Team-A.Molina    | Aprilia      | 24   | 23      |
| 50 | Sylvain Guintoli | Campetella Racing           | Aprilia      | 23   | 12      |
| 21 | Franco Battaini  | Campetella Racing           | Aprilia      | 23   | 9       |
| 15 | Christian Gemmel | Castrol-Honda Kiefer Racing | Honda        | 23   | 25      |
| 96 | Jakub Smrž       | Molenaar Racing             | Honda        | 17   | 18      |
| 57 | Chaz Davies      | Aprilia Germany             | Aprilia      | 8    | 17      |
| 40 | Max Sabbatani    | NC World Trade              | Yamaha       | 5    | 26      |
| 26 | Daniel Pedrosa   | Telefonica Movistar Honda   | Honda        | 4    | 3       |
| 73 | Hiroshi Aoyama   | Telefonica Movistar Honda   | Honda        | 3    | 10      |
| 34 | Eric Bataille    | Wurth Honda BQR             | Honda        | 3    | 16      |
| 54 | Manuel Poggiali  | MS Aprilia                  | Aprilia      | 0    | 2       |

## Classe 125

### Arrivati al traguardo
| Pos. | Nº | Pilota            | Squadra              | Motocicletta | Giri | Tempo     | Griglia | Punti |
| ---- | -- | ----------------- | -------------------- | ------------ | ---- | --------- | ------- | ----- |
| 1º   | 58 | Marco Simoncelli  | Rauch Bravo          | Aprilia      | 23   | 47:45.700 | 1       | 25    |
| 2º   | 21 | Steve Jenkner     | Rauch Bravo          | Aprilia      | 23   | +0.760    | 11      | 20    |
| 3º   | 3  | Héctor Barberá    | Seedorf Racing       | Aprilia      | 23   | +7.195    | 12      | 16    |
| 4º   | 34 | Andrea Dovizioso  | Kopron Team Scot     | Honda        | 23   | +8.042    | 5       | 13    |
| 5º   | 27 | Casey Stoner      | Red Bull KTM         | KTM          | 23   | +14.612   | 3       | 11    |
| 6º   | 50 | Andrea Ballerini  | Sterilgarda Racing   | Aprilia      | 23   | +15.096   | 21      | 10    |
| 7º   | 41 | Yōichi Ui         | Abruzzo Racing       | Aprilia      | 23   | +17.076   | 7       | 9     |
| 8º   | 15 | Roberto Locatelli | Safilo Carrera - LCR | Aprilia      | 23   | +19.413   | 6       | 8     |
| 9º   | 22 | Pablo Nieto       | Master - Repsol      | Aprilia      | 23   | +27.056   | 4       | 7     |
| 10º  | 6  | Mirko Giansanti   | Matteoni Racing      | Aprilia      | 23   | +30.433   | 10      | 6     |
| 11º  | 10 | Julián Simón      | Angaia Racing        | Honda        | 23   | +32.702   | 17      | 5     |
| 12º  | 24 | Simone Corsi      | Kopron Team Scot     | Honda        | 23   | +33.160   | 27      | 4     |
| 13º  | 32 | Fabrizio Lai      | Metis Gilera Racing  | Gilera       | 23   | +56.667   | 22      | 3     |
| 14º  | 28 | Jordi Carchano    | Matteoni Racing      | Aprilia      | 23   | +1:09.373 | 25      | 2     |
| 15º  | 26 | Dario Giuseppetti | Elit Grand Prix      | Honda        | 23   | +1:16.661 | 33      | 1     |
| 16º  | 70 | Julián Miralles   | MIR Racing           | Aprilia      | 23   | +1:20.067 | 35      |       |
| 17º  | 33 | Sergio Gadea      | Master - Repsol      | Aprilia      | 23   | +1:20.141 | 24      |       |
| 18º  | 66 | Vesa Kallio       | Team Hungary         | Aprilia      | 23   | +1:47.063 | 32      |       |
| 19º  | 23 | Gino Borsoi       | Globet.com Racing    | Aprilia      | 23   | +1:54.016 | 13      |       |
| 20º  | 16 | Raymond Schouten  | Molenaar Racing      | Honda        | 23   | +2:01.488 | 31      |       |
| 21º  | 11 | Mattia Angeloni   | Angaia Racing        | Honda        | 23   | +2:02.922 | 38      |       |
| 22º  | 20 | Georg Fröhlich    | ADAC Honda           | Honda        | 22   | +1 giro   | 37      |       |
| 23º  | 7  | Stefano Perugini  | Metis Gilera Racing  | Gilera       | 22   | +1 giro   | 20      |       |
| 24º  | 8  | Manuel Manna      | Semprucci Malaguti   | Malaguti     | 22   | +1 giro   | 30      |       |
| 25º  | 71 | Enrique Jerez     | TMR Competicion      | Honda        | 22   | +1 giro   | 36      |       |
| 26º  | 25 | Imre Tóth         | Team Hungary         | Aprilia      | 20   | +3 giri   | 18      |       |

### Ritirati
| Nº | Pilota           | Squadra                  | Motocicletta | Giri | Griglia |
| -- | ---------------- | ------------------------ | ------------ | ---- | ------- |
| 12 | Thomas Lüthi     | Elit Grand Prix          | Honda        | 21   | 28      |
| 52 | Lukáš Pešek      | Ajo Motorsport           | Honda        | 20   | 19      |
| 54 | Mattia Pasini    | Safilo Carrera - LCR     | Aprilia      | 19   | 16      |
| 47 | Ángel Rodríguez  | Caja Madrid Derbi Racing | Derbi        | 16   | 34      |
| 14 | Gábor Talmácsi   | Semprucci Malaguti       | Malaguti     | 15   | 9       |
| 63 | Mike Di Meglio   | Globet.com Racing        | Aprilia      | 10   | 15      |
| 36 | Mika Kallio      | Red Bull KTM             | KTM          | 7    | 8       |
| 69 | Robbin Harms     | Ajo Motorsport           | Honda        | 6    | 29      |
| 81 | Ismael Ortega    | Seedorf Racing           | Aprilia      | 6    | 39      |
| 42 | Gioele Pellino   | Abruzzo Racing           | Aprilia      | 5    | 26      |
| 43 | Manuel Hernández | Team Hernandez           | Aprilia      | 4    | 23      |
| 48 | Jorge Lorenzo    | Caja Madrid Derbi Racing | Derbi        | 3    | 14      |
| 19 | Álvaro Bautista  | Seedorf Racing           | Aprilia      | 0    | 2       |